# Colômbia nos Jogos Olímpicos de Verão de 1972
A Colômbia competiu nos Jogos Olímpicos de Verão de 1972, realizados em Munique, Alemanha Ocidental.